# Fürstenfeld

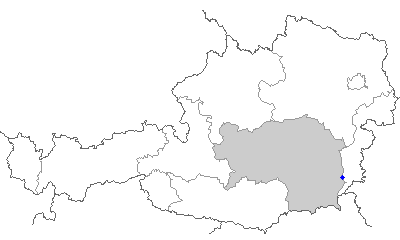

Fürstenfeld este un oraș situat în districtul Hartberg-Fürstenfeld, landul Stiria, Austria.